# Zabryna Guevara
Zabryna Guevara, née le 12 janvier 1972, est une actrice américaine.

## Carrière
Le premier rôle de Guevara fut dans New York, police judiciaire en tant que Lucita en 1997. La même année, elle fut à l'affiche du film The Hotel Manor Inn en tant que Denise. Guevara fut ensuite présente en tant que vedette invitée dans 2 épisodes de New York, unité spéciale en 2002 et en 2005 dans les rôles de Annie Colon et Julia Ortiz. Elle revient dans New York, police judiciaire en 2003 dans le rôle de Salma. En 2006, elle joue le rôle de Melania Ortiz dans la série 3 lbs. En 2014 elle campe le rôle de la secrétaire de Trask dans le film X-Men: Days of Future Past. La même année, elle joue le rôle de Sarah Essen dans Gotham.

## Filmographie

### Cinéma
- 1997 : The Hotel Manor Inn : Denise
- 2003 : Whispers Femme dans le train
- 2005 : Everyone's Depressed : Donna
- 2008 : Marley & Me : Infirmière
- 2009 : The Rebound : Professeur au Musée
- 2010 : All Good Things : Waitress
- 2011 : Pariah : Mrs. Alvarado
- 2011 : Yelling to the Sky : Aracely Oriol
- 2012 : The Guilt Trip
- 2014 : X-Men: Days of Future Past : Secrétaire de Trask
- 2019 : Swallow de Carlo Mirabella-Davis

### Télévision
- 1997 : New York, police judiciaire (Law and Order) : Lucita (saison 8, épisode 4)
- 2001 : Les Soprano (The Sopranos) : l'employé (saison 3, épisode 4)
- 2002 : New York, unité spéciale (Law and Order: Special Victims Unit) : Annie Colon (saison 3, épisode 12)
- 2003 : New York, police judiciaire : Salma (saison 13, épisode 15)
- 2005 : New York, unité spéciale (Law and Order: Special Victims Unit) : Julia Ortiz (saison 7, épisode 3)
- 2006 : 3 lbs : Melania Ortiz (6 épisodes)
- 2011 : Futurestates : Gina (saison 2, épisode 8)
- 2011 : Person of Interest : Monica Ramirez (saison 1, épisode 5)
- 2012 : Blue Bloods : Angela (saison 2, épisode 16)
- 2012 : Les Experts (CSI: Crime Scene Investigation) : Dr Amy Berkman (saison 12, épisode 21)
- 2012 : Wes et Travis (Common Law) : Marta Perez (saison 1, épisode 10)
- 2012 : Burn Notice : Ayn (4 épisodes)
- 2014-2015 : Gotham : le capitaine Sarah Essen (24 épisodes)
- 2015 : Limitless : Carla Paz (saison 1, épisode 7)
- 2016 : Elmentary : La Quadrature du cercle : l'inspecteur Lisa Hagen (saison 4, épisode 12)
- 2016-2017 : The Get Down : Lydia Cruz (11 épisodes)
- 2017 : Chicago Med : Meghan Scott (2 épisodes)
- 2017 : The Handmaid's Tale : La Servante écarlate (The Handmaid's Tale) : La Place d'une femme : Mme Castillo (saison 1, épisode 6)
- 2017-2018 : Snowfall : Elena (2 épisodes)
- 2018 : Castle Rock : Dr Vargas (3 épisodes)
- 2018 : Tell Me a Story : l'inspecteur Renée Garcia (5 épisodes)
- 2018-2019 : New Amsterdam : Dora (15 épisodes)
- 2019 : The Twilight Zone : La Quatrième Dimension (The Twilight Zone) : Anna Fuentes (saison 1, épisode 8)
- 2019-2020 : Emergence : Dr Abby Fraiser (13 épisodes)
- 2021 : New York, unité spéciale : Dr Catalina Machado (saison 22, épisode 16)
- 2021 : New York, unité spéciale : Dr Catalina Machado (saison 23, épisode 1)
- 2022 : New York, police judiciaire : avocate Amanda Stanley (saison 21, épisode 2)
- 2025 : Daredevil: Born Again : Sheila Rivera

## Théâtre
- 2013 : Water by the Spoonful : Yazmin